# Marc F. Suter

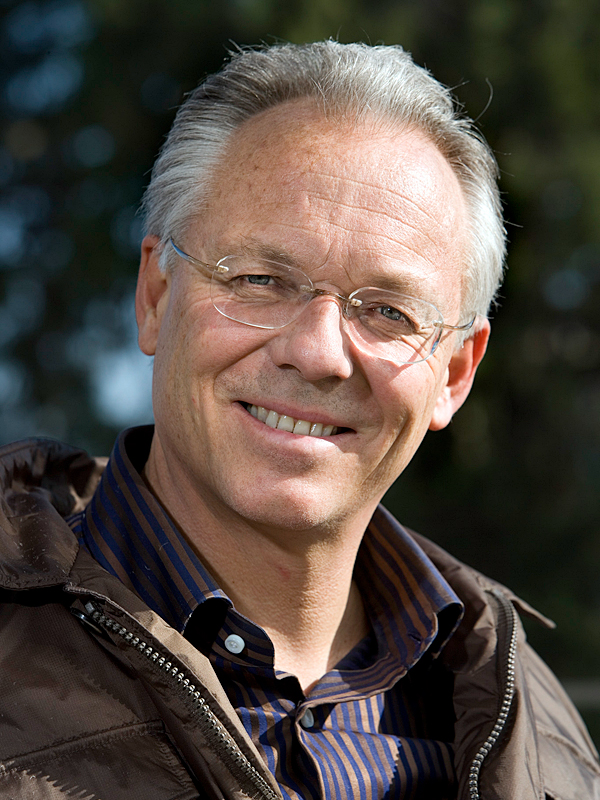
Marc F. Suter

Marc Frédéric Suter (geboren 3. April 1953 in Bern; gestorben 11. Oktober 2017; heimatberechtigt in Büren an der Aare; meist Marc F. Suter genannt) war ein Schweizer Politiker (FDP). Er war Mitglied des Grossen Rats des Kantons Bern und des Nationalrats.

## Leben
Suter war ab 1981 als Anwalt und Notar tätig und Inhaber einer eigenen Kanzlei in Biel.
Er wurde 1986 in den Grossen Rat gewählt und präsidierte ihn im Amtsjahr 1991/1992. Bei den Parlamentswahlen 1991 wurde er in den Nationalrat gewählt. 2003 verpasste er die Wiederwahl. Im März 2007 rückte er nach dem Tod von Kurt Wasserfallen wieder nach, konnte jedoch seinen Sitz bei den Wahlen im Herbst 2007 erneut nicht verteidigen. Nach der Wahl Johann Schneider-Ammanns in den Bundesrat hätte er noch einmal nachrücken können, verzichtete aber.
Suter war seit einem Verkehrsunfall im Alter von knapp 20 Jahren querschnittsgelähmt. Er war der erste Paraplegiker im Nationalrat.
Suter galt als Vertreter des linken Parteiflügels der FDP. Er engagierte sich für die Gleichstellung von Menschen mit Behinderung, in der Aussenpolitik, speziell der Europapolitik, und in der Umwelt- und Energiepolitik. Suter setzte sich für den Landschaftsschutz und früh für die Solarenergie ein. Er war von 1993 bis 2017 Co-Präsident der Solar Agentur Schweiz und erhielt 1997 den Schweizer und Europäischen Solarpreis. Suter war zudem Gründungs- und später Ehrenpräsident der Neuen Europäischen Bewegung Schweiz (heute: Europäische Bewegung Schweiz).
Während circa 20 Jahren war er für das Ressort Sozial- und Rechtsberatung bei der Schweizer Paraplegiker-Vereinigung verantwortlich und von 1986 bis 2000 Vizepräsident der Schweizer Paraplegiker-Stiftung und des Schweizer Paraplegiker-Zentrums. 2003 sagte Suter gegen seinen Weggefährten Guido A. Zäch aus, als dieser wegen der Veruntreuung von Spendengeldern vor Gericht stand und verurteilt wurde.
Suter starb im Oktober 2017 im Alter von 64 Jahren an Krebs. Er war verheiratet und hatte zwei Töchter.